# Asterophrys leucopus
Asterophrys leucopus es una especie de anfibio anuro de la familia Microhylidae. Se conoce únicamente del monte Stolle a 1600 m s. n. m. en la provincia de Sandaun (Papúa Nueva Guinea).